# Huitel
Huitel, es una localidad de México, ubicada en el municipio de Tezontepec de Aldama, en el estado de Hidalgo.

## Historia
En 1990 se conurba a la localidad de Tezontepec, y el 30 de octubre de 2005 se desconurba de Tezontepec.

## Geografía
Le corresponden las coordenadas geográficas 20° 09’ 52.646” de latitud norte y 99° 16’ 26.348” de longitud oeste, con una altitud de 2033 m s. n. m. En cuanto a fisiografía se encuentra dentro de la provincia del Eje Neovolcánico, dentro de la subprovincia de Lagos y Volcanes de Querétaro e Hidalgo; su terreno es de llanura y lomerío. En lo que respecta a la hidrografía se encuentra posicionado en la región del Pánuco, dentro de la cuenca del río Moctezuma, en la subcuenca de río Salado. Cuenta con un clima semiseco templado.

## Demografía
En 2020 registró una población de 6263 personas, lo que corresponde al 11.36 % de la población municipal. De los cuales 3105 son hombres y 3158 son mujeres. Tiene 1586 viviendas particulares habitadas.
| Gráfica de evolución demográfica de Huitel entre 1960 y 2020                                 |
|                                                                                              |
| Población de los censos y conteos del Instituto Nacional de Estadística y Geografía (INEGI). |

## Economía
La localidad tiene un grado de marginación medio y un grado de rezago social bajo.